# La Dot de Sara
La Dot de Sara est un roman écrit par l’écrivaine québécoise d’origine haïtienne Marie-Célie Agnant, publié en 1995 aux Éditions du remue-ménage. C’est le premier roman de l’écrivaine pour lequel elle a été finaliste pour le Prix littéraire Desjardins en 1995. Ce livre s’inscrit à la fois dans la littérature du Québec et celle d’Haïti. Il fait partie d’une écriture transculturelle que l’on nomme également littérature migrante. Colette Boucher explique que la littérature migrante est « l’écriture créée par un auteur qui vit, écrit et publie dans un autre pays que sa terre natale, écriture teintée par les cadres de référence culturels des deux endroits à la fois ».

## Contexte d’élaboration du livre
Le livre est inspiré d’une recherche sociologique intitulée « Personnes âgées : familles et habitat » sous le volet haïtien dont l’objet était plus précisément les grands-mères haïtiennes vivant à Montréal. Les entretiens oraux ont été menés en créole, puis traduits en français par Marie-Célie Agnant. La dot de Sara a été construit à partir de ces récits de vie recueilli qui ont été jumelés à l’expérience d’Agnant, qui comme ces femmes haïtiennes, à immigrer d’Haïti vers Montréal.
Le processus de construction du livre s’inscrit dans une démarche plurielle en raison de l’étude empirique ayant guidé le travail de l’écrivaine. Agnant mentionne l’apport de ces femmes âgées haïtiennes dans l’histoire du livre qui serait à la fois individuel et pluriel, ainsi que fictionnel et réel : « L’histoire de Marianna c’est l’histoire de beaucoup d’êtres et je n’aurais jamais su, à moi toute seule, la transposer en ces pages ».

## Résumé
Le roman raconte l’histoire de trois Québécoises d’origines haïtiennes : Marianna, sa fille Gisèle et sa petite-fille Sara. La narration est du point de vue de Marianna qui nous raconte l’expérience de sa vie à Haïti et de son exil à Montréal. Celle-ci arrive à Montréal le jour de la naissance de Sara, à la suite de la demande de Giselle de venir l’aider. Pensant rester seulement quelques mois, le séjour de Marianna s’étend sur 20 ans. Tout au long du livre, elle repousse son retour à Haïti pour rester auprès de Sara qui devient le centre de son univers. Elle devient son ancrage et sa source de réconfort pour faire face aux difficultés entraînées par son exil. Dans la narration, Marianna témoigne de sa nostalgie de sa terre natale et de son besoin d’être auprès de sa communauté, de ses tantes, de ses nièces. etc. Sa relation avec sa petite fille Sara lui insuffle « un nouveau souffle de vie et d’espoir » puisqu’elle reçoit avec joie l’héritage mémoriel de Marianna.  Elle lui transmet l’histoire de sa jeunesse ainsi que celles de ces ancêtres de plusieurs générations de femmes qu’elle nomme les femmes guerrières. Marianna lui parle de leurs conditions de vie lorsque Giselle était jeune à Haïti, dans leur région à l’Anse-Aux-Mombins. Elle souligne la force des femmes de sa communauté pour subvenir à leurs besoins dans un pays où la vie était rude est difficile, mais où la solidarité entre les femmes était puissante : « Il nous restait, par chance, notre complicité, nos rires en cascade, mais surtout notre commune obstination à vouloir, envers et contre tout, vaincre ».
Au contraire de Sara qui est ouverte à la transmission des savoirs de Marianna, Giselle refuse de participer à leurs échanges. L’Haïti qu’elle a connu est marqué par la pauvreté, l’impuissance et la honte. Depuis son enfance, cette honte a forgé une distance entre Giselle et sa mère qui s’est renforcée à la suite du départ hâtif de Giselle d’Haïti. Giselle renie ce savoir familial et culturel, elle refuse notamment de parler le créole avec sa mère, qui est pourtant sa langue maternelle. C’est sa manière de fuir son passé et d’accomplir une intégration complète de la société québécoise. Le besoin d’oublier son passé entre en confrontation avec le profond désir de narrativité de Marianna, qui souhaite transmettre cet héritage dont elle est si fière. Malgré cette opposition, Marianna partage les responsabilités liées à l’éducation de Sara avec Giselle. Marianna occupe la place vacante laissée par le père de Sara qui quitte rapidement le foyer familial. Cette coparentalité mène à des tensions, mais également à des réconciliations entre la mère et sa fille. Avec le temps, elles apprennent à reconstruire leur relation qui avait été affectée par le départ brusque de Giselle. Sara agit comme pont entre Marianna et Giselle. À travers Sara, qui reçoit l’héritage de Marianna, Giselle prendra conscience de la valeur de cette lignée de plusieurs générations de femmes dont elle est aussi l’héritière. Ce désir de transmettre ces récits est pour Marianna une manière de contrer l’oubli qui vient souvent après un exil. Elle souhaite de tout cœur que Sara connaisse ses origines haïtiennes et les histoires de sa communauté. L’ouverture de Sara envers ces récits permet à Marianna de transmettre son héritage mémoriel à sa petite-fille, c’est ce qui constitue la dot de Sara.
« Ce monde [Haïti] appartient aussi à Sara, c’est en quelque sorte ce que je lui laisse en héritage : mes souvenirs, poussières de vie et d’espérances. Si on ne se nourrit pas aussi de souvenirs, comment apprécier et comprendre ce que nous vivons aujourd’hui ?».

## Personnages principaux
Marianna : Mère de Giselle et grand-mère de Sara. Elle occupe une place centrale en assumant la narration du livre. Elle donne un récit rétrospectif sur ses souvenirs d’enfance, son départ d’Haïti et son installation à Montréal. À un âge déjà bien avancé, elle arrive à Montréal rejoindre sa fille qui vient tout juste de donner naissance à Sara. Elle s’adapte difficilement au froid climatique et émotionnel de Montréal. Durant les premières années de son exil, elle ne sort presque jamais de l’appartement familial dans lequel elle passe tous ses moments avec sa petite fille. Sara devient sa principale source de réconfort et agit en tant que « baume pour panser la blessure de [s]on déracinement ». Marianna lui raconte l’histoire de ses ancêtres et les récits des femmes guerrières qui ont marqué sa vie en Haïti. En tant que grand-mère garante de la mémoire, elle souhaite léguer cet héritage à sa petite fille. Lorsqu’elle s’aventure hors de l’appartement, Marianna se plaint à sa fille Giselle qu’elle ne comprend pas la manière de vivre des Québécois. Elle ne se reconnait pas en eux et ne se sent pas à sa place. Son point d’ancrage reste en Haïti. Elle n’est pas capable de voir sa vie à Montréal autrement que provisoire. Avec le temps, elle apprend à sortir davantage et se tisse un réseau de liens, notamment grâce à un club de femmes âgées ayant migré d’Haïti. Grâce à ces amitiés avec ces femmes haïtiennes, elle constate qu’elle n’est pas la seule à avoir vécu un déracinement : « Je ne suis pas non plus la seule à avoir, sans bruit, sans comptes, sans trop savoir comment, ni tout à fait pourquoi, plié bagage ». Ce sentiment d’appartenance à sa communauté permet à Marianna de créer une continuité entre son passé et son présent. Elle n’arrive cependant jamais à faire le deuil de son pays. Lorsque Sara devient adulte, elle estime que sa tâche de transmettre son héritage mémoriel est accomplie. Dans les dernières pages du livre, Marianna retourne finalement à sa terre natale pour terminer ses vieux jours à l’Anse-Aux-Mombins.
Giselle : Fille de Marianna et mère de Sara. Giselle n’a que le souvenir de la misère qu’elle, sa mère et sa grand-mère Aïda ont connu à l’Anse-Aux-Mombins. Dès l’adolescence, elle prend ses distances avec sa mère en se révoltant contre celle qui souhaite lui transmettre son héritage ancestral. Elle est consciente des conditions de travail déplorables auxquelles sa mère a été soumise pour lui donner le nécessaire pour survivre. Elle décide de s’exiler volontairement d’Haïti afin d’échapper au destin de sa mère et de ses ancêtres avant elle. Lorsqu’elle s’établit à Montréal, elle renie ses valeurs haïtiennes. Elle tente d’effacer les traces de son enfance en ne partageant aucun souvenir d’Haïti à Sara. Elle refuse également de parler avec sa mère en créole. C’est sa manière de fuir son passé et de compléter son intégration à la société québécoise. Le besoin de Marianna de transmettre son héritage à Sara crée plusieurs tensions avec Giselle. Giselle associe cet héritage à la misère de son enfance et à la lutte quotidienne pour la survie. Alors que pour Marianna, il représente un gage d’autonomie et de fierté de s’en être sortie. Au fil des années, Giselle apprend à s’ouvrir davantage à Marianna qui devient une personne-ressource dans l’éducation de Sara. Elle l’aide également à passer au travers des difficultés quotidiennes. Giselle pose un regard plus nuancé sur les habitudes, les opinions et les croyances de sa mère. Elle fait preuve de gentillesse et de sollicitude à son égard. Elles apprennent à accepter leurs désaccords et à faire des compromis pour le bien-être de Sara. Leurs nombreuses discussions permettent à Giselle de se remettre en question et la force à assumer ses choix. Ce n’est qu’à la fin du roman que la grand-mère et sa fille se réconcilient. L’approche du départ de Marianna fait prendre conscience à Giselle de la place centrale que sa mère a occupée dans sa vie : « J’ai aussi appris à voir le monde autrement grâce à toi et aujourd’hui, je dois te l’avouer, maman, en ces moments-là, je remercie le ciel de ta présence ici toutes ces années ».
Sara : Petite-fille de Marianna et fille de Giselle. Sara est née et a grandi à Montréal. Elle n’est jamais allée en Haïti, mais elle est curieuse de tout savoir sur ses ancêtres haïtiennes. Elle a grandi avec les légendes et les récits que lui raconte Marianna sur ses aïeules. Elle reçoit avec joie l’héritage familial que sa grand-mère souhaite lui donner. Sara s’inscrit dans cette lignée de femmes haïtiennes, consciente que ces récits sont le reflet de ses propres racines. Un lien très fort unit Sara à sa grand-mère. En grandissant, Sara montre à sa mère et à sa grand-mère qu’elle a la capacité de choisir sa propre identité qu’elle construit à l’intersection de la culture haïtienne et la culture québécoise. Elle devient une jeune femme épanouie qui affirme ses idées et ses opinions comme elle le souhaite. Elle revendique ses racines haïtiennes tout en affirmant son appartenance à la société québécoise. Sara est l’exemple de ce que nomme Mélanie Roy un être hybride : « Leur identité culturelle est redéfinie grâce à l'apport de composantes culturelles qui relèvent d'autres cultures que celle dont ils sont issus ». Avec son identité culturelle, Sara permet de faire le pont entre le passé de Marianna et le présent de Giselle : « Elle est un lien entre la tradition est la modernité ».

## Thèmes

### L’exil
L’exil occupe une place centrale dans le livre. Les personnages de Marianna et de Giselle choisissent l’exil pour différentes raisons. L’exil de Giselle est choisi afin de fuir la misère et la pauvreté en Haïti. Elle quitte Haïti pour ne pas avoir le même destin que sa mère et ses aïeules : « on s’exile pour ne pas avoir à embrasser les modèles d’abnégation, de soumission et de passivité qui se transmettent de mère en fille ». Marianna choisit l’exil pour aller aider sa fille afin qu’elle ne vive pas le poids d’élever un enfant toute seule, comme elle a dû le faire. Elle s’exile également pour transmettre un savoir familial et culturel à sa petite-fille Sara. Toutefois, l’exil nuit à la relation mère-fille de Marianna et Giselle, elle creuse un fossé et les deux. L’exil de Giselle lui permet de fuir son passé, il est vécu comme une coupure avec sa vie d’avant. C’est le contraire qui se produit pour Marianna. Son exil lui cause un sentiment de nostalgie, un manque de sa vie d’avant : « le manque de tout cet alentour qui remplit la vie, cet alentour qui compense, finalement, beaucoup d’autres manques ». Marianna reste très attachée à son pays natal dont il est impossible de faire le deuil. Le choc de l’exil lui fait vivre un sentiment d’ambigüité, elle ne réussit pas à s’adapter à sa vie à Montréal qu’elle perçoit comme temporaire. Son exil de 20 ans est marqué par ce désir constant de revenir vivre à Haïti.  Edward Saïd explique que l’ambigüité chez les personnes exilées peut mener au refus de « se sentir à leur place ». Ainsi, plutôt que de vouloir se reconstruire une nouvelle existence, ces personnes agissent comme « si tout auteur n’était que provisoire ».

### La mémoire
Le discours de la mémoire est omniprésent, car ce sont les souvenirs de Marianna qui font avancer l’histoire. Selon Béatriz Calvo Martin, la mémoire agit comme un patrimoine immatériel « qui joue le rôle fondamental dans la conservation et la transmission de l’héritage culturel, surtout dans les contextes de conflit tels que la guerre ou l’émigration ». Dès les premières années à Montréal, Marianna ressent ce besoin de transmettre son héritage mémoriel à Sara, afin de combler le vide créé par son déracinement de sa terre natale.  La parole du passé permet à Marianna de survivre à son exil. Elle agit comme oxygène pour combler son « déchirement du présent, le tiraillement entre l’ici et l’ailleurs, le sentiment d’avoir perdu un pays, un imaginaire, sans en avoir retrouvé un autre ». Cette transmission de la mémoire tisse un lien intergénérationnel et interculturel entre Marianna et Sara qui reçoit et apprend de ces récits. Marianna souhaite transmettre à Sara cette mémoire d’Haïti pour qu’elle n’oublie pas ses origines et qu’elle sache qu’elle vient elle aussi de cette île « qu’elle connait sans vraiment la connaitre ». Sara se positionne en tant que réceptrice de cet héritage mémoriel, qu’elle souhaite à son tour partager au monde : « Un jour, grand-maman, j’écrirai ton histoire, l’histoire de ta vie. Elle sera belle, tu verras ». C’est cette mémoire de l’ailleurs qui constitue la dot que Marianna transmet à Sara.

### La langue
La question de la langue occupe une place importante, puisque le créole est la langue maternelle de la protagoniste Marianna. Colette Boucher explique que dans le livre d’Agnant, la langue « représente le conflit intérieur de l’immigrant, son sentiment de rejet et ses efforts d’intégration ». Cette expérience est vécue différemment par les trois personnages. Marianna trouve réconfort dans sa langue maternelle qui lui permet de garder un point d’équilibre et de préserver son identité migrante. Elle souhaite parler sa langue maternelle avec Giselle et Sara. Giselle refuse de parler créole avec sa mère, ne lui parlant qu’en français. Elle ne transmet pas non plus la langue à Sara, c’est sa manière de s’intégrer à son pays d’accueil. Quant à Sara, elle reçoit cet apprentissage de la langue en communiquant avec Marianna en créole. Le créole constitue ainsi une part de l’héritage que la grand-mère lègue à sa petite-fille. À travers sa transmission, la langue est utilisée comme un outil de récupération de la mémoire individuelle et de la mémoire collective, c’est « le langage qui transmet l’héritage culturel de la mémoire ». L’apprentissage du créole permet à Marianna de transmettre son héritage mémoriel à Sara.
Le rapport au créole a également influencé le processus de recherche ayant mené au livre. Les histoires racontées par Marianna sont celles de femmes haïtiennes ayant immigrées au Québec. Antje Ziethen mentionne cet enjeu de traduction des entrevues en créoles : « le roman La Dot de Sara est né d’une multitude de voix féminines haïtiennes recueillies par l’auteure au Québec. L’écriture retravaille ici non seulement le réel en fiction, mais aussi le créole en français ».

## Édition bilingue
Le 23 juin 2022, une édition bilingue en français et en créole du livre a été publiée de livre : « La dot de Sara / Yon eritaj pou sara » en coédition entre Les Martiales (collection des Éditions du remue-ménage) et Legs Éditions. Sur cette nouvelle éditions, Agnant explique qu’elle y voit une dette rendu aux femmes haïtiennes dont les récits de vie recueillis en créole ont menée à la création du livre. L'autrice voit dans celle-ci « une restitution d’une histoire dans la langue où celle-ci nous avait été transmise ».